# La casa del naranjo
La casa del naranjo (em português A Casa da Laranja) é uma telenovela mexicana exibida pela Azteca e produzida por Rafael Gutiérrez em 1997. Foi protagonizada por Saby Kamalich e Martha Verduzco com antagonização de Regina Orozco.

## Elenco
- Saby Kamalich - Sara Olmedo de Cadena
- Martha Verduzco - Dolores Olmedo
- Regina Orozco - Narcisa Olmedo
- Rodolfo de Anda - Lic. Fernando Cadena
- Plutarco Haza - Fausto Olmedo
- Cecilia Suárez - Alicia Olmedo
- Mónica Dionne - Ornela Cadena
- Sergio Klainer
- José Alonso
- Gabriel Porras - Damián
- Carmen Delgado - Fidela
- José Carlos Rodríguez - Padre Tomás
- Víctor Hugo Martín - Sergio Cadena
- Raúl Arrieta - Willy
- Carmina Martínez - Edith
- Gina Morett - Mimí
- Mauricio Davinson
- María Luisa Banquells - Francisca
- Griselda Contreras - Reina
- Carmen Durand - María Clara
- Federico Esnal - Carlos Ramos
- Benito Ruiz - Pedro Villarreal
- Manolo Mancera - Pablo Villarreal
- Isaías Mino - Comandante
- Miguel Ángel Negrete - Ministerio Público
- Fernanda Reto - Patricia
- Carmen Vera - Blasina de Galán
- Guillermo Von Son - Silvio